# Yaron Traub
Yaron Traub (nacido en 1964 en Tel Aviv, Israel) es un director de orquesta israelí. Ha sido director titular y artístico de la Orquesta de Valencia entre los años 2005 y 2017.

## Reseña biográfica
Yaron Traub, nativo de Israel, ha sido director titular y artístico de la Orquesta de Valencia desde 2005 hasta 2017.
Desde que ganara en 1998 el Premio de la Orquesta del IV Concurso Internacional Kondrashin de Dirección de Orquesta en Ámsterdam, Traub ha dirigido algunos de los conjuntos sinfónicos como la Orquesta Filarmónica de Israel, la Filarmónica y la Sinfónica de la Radio de Holanda, Sinfónicas de Sídney y Melbourne, de la Radio Sueca, Filarmónica de Róterdam, Orquesta Gulbenkian, Academia de Santa Cecilia de Roma, Sinfónica de Düsseldorf, Orquestas de la Radio del Norte de Alemania, de Helsinki y Nacional de Lyon, Sinfónicas de Mannheim y Hamburgo, Sinfónica Nacional de México, y las Sinfónicas de Guangzhou y Shanghái en China. En España ha dirigido las orquestas sinfónicas de Bilbao, Sevilla, Barcelona, RTVE, Tenerife, La Coruña, Asturias y Gran Canaria.
Durante sus años al frente de la orquesta valenciana, Traub ha colaborado con artistas como Daniel Barenboim, Gidon Kremer, Emmanuel Pahud, Radu Lupu, Truls Mork, Waltraud Meier, Nicolaj Znaider o Rudolf Buchbinder. 
Junto a Yaron Traub, la Orquesta de Valencia ha realizado varias giras actuando en Zúrich, Madrid, Barcelona, Praga, Linz o Stuttgart. 
Bajo la dirección e impulso de Yaron Traub, se han puesto en escena los ballets La Consagración de la Primavera y Petrushka de Igor Stravinski en 2013 y 2014 con coreografías en las que cien adolescentes de Educación Secundaria han compartido escenario con los músicos de la Orquesta de Valencia.
Nacido en Tel Aviv, Yaron Traub proviene de una familia de fuertes raíces musicales. Su padre Chaim Taub fue concertino de la Filarmónica de Israel y estrecho colaborador de Zubin Mehta durante más de treinta años. Traub se formó junto a Sergiu Celibidache en Munich y después con el maestro Daniel Barenboim, con quien trabajó varios años como Director Asociado de la Orquesta Sinfónica de Chicago y en el Festival de Bayreuth.
Traub, también pianista y apasionado por la música de cámara, vive en España con su mujer y sus dos hijos.

## Distinciones
- Ganador (Concurso Internacional Kondrashin de dirección de orquesta, 1998)